# パウル・シュミッツ
パウル・シュミッツ（Paul Schmitz, 1898年4月16日 - 1992年2月6日）は、ドイツの指揮者。
ハンブルクの生まれ。少年期から音楽の才能を示し、ヴィリー・レーベルクにピアノ、アルノ・ラントマンにオルガン、エルンスト・トッホに作曲、ヴィルヘルム・フルトヴェングラーに指揮法を師事。伴奏ピアニストの仕事を経て1921年にヴァイマル歌劇場の楽長になり、1923年にはシュトゥットガルト国立歌劇場に第二指揮者として転出した。1927年にミュンヘン国立歌劇場の楽長になり、1933年にはライプツィヒ歌劇場の音楽総監督となった。ライプツィヒではブルーノ・ワルターの補佐もしていたが、ワルターがナチス政権によって職を追われると、ライプツィヒ・ゲヴァントハウス管弦楽団の指揮も任されるようになった。1951年にカッセル歌劇場の音楽総監督に転任して1963年まで務めたが、その後はライプツィヒ歌劇場を中心に客演し、1973年に引退した。
ミュンヘンにて没。